# Nepomuk Rotter
Nepomuk Rotter (zm. 1886 w Broumovie) – 55. opat klasztoru benedyktyńskiego w Broumovie w latach 1844-1886.

## Działalność budowlana
Za panowania opata zbudowano:
- plebanię w  Bezděkovie z kartuszem zawierającym  herb[2] klasztoru, datę 1847 i uszkodzoną literę N oznaczającą Nepomuka Rottera[1]. Litery AB to skrót tytułu w j. łac. Abbas Braunensis - opat w Broumovie[3]. Plebania znajduje się obok kościół św. Prokopa należący do broumovskiej grupy kościołów[4].
- plebanię w Martínkovicach z kartuszem zawierającym herb klasztoru, datę 1874 i inicjały NR AB. Obok kościół św. Marcina (broumovska grupa kościołów)[5].
- dwór w Ruprechticach z kartuszem zawierającym herb, datę 1874, i inicjały NR AB (Nepomuk Rotter)[1]. We wsi kościół św. Jakuba (broumovska grupa kościołów)[4].

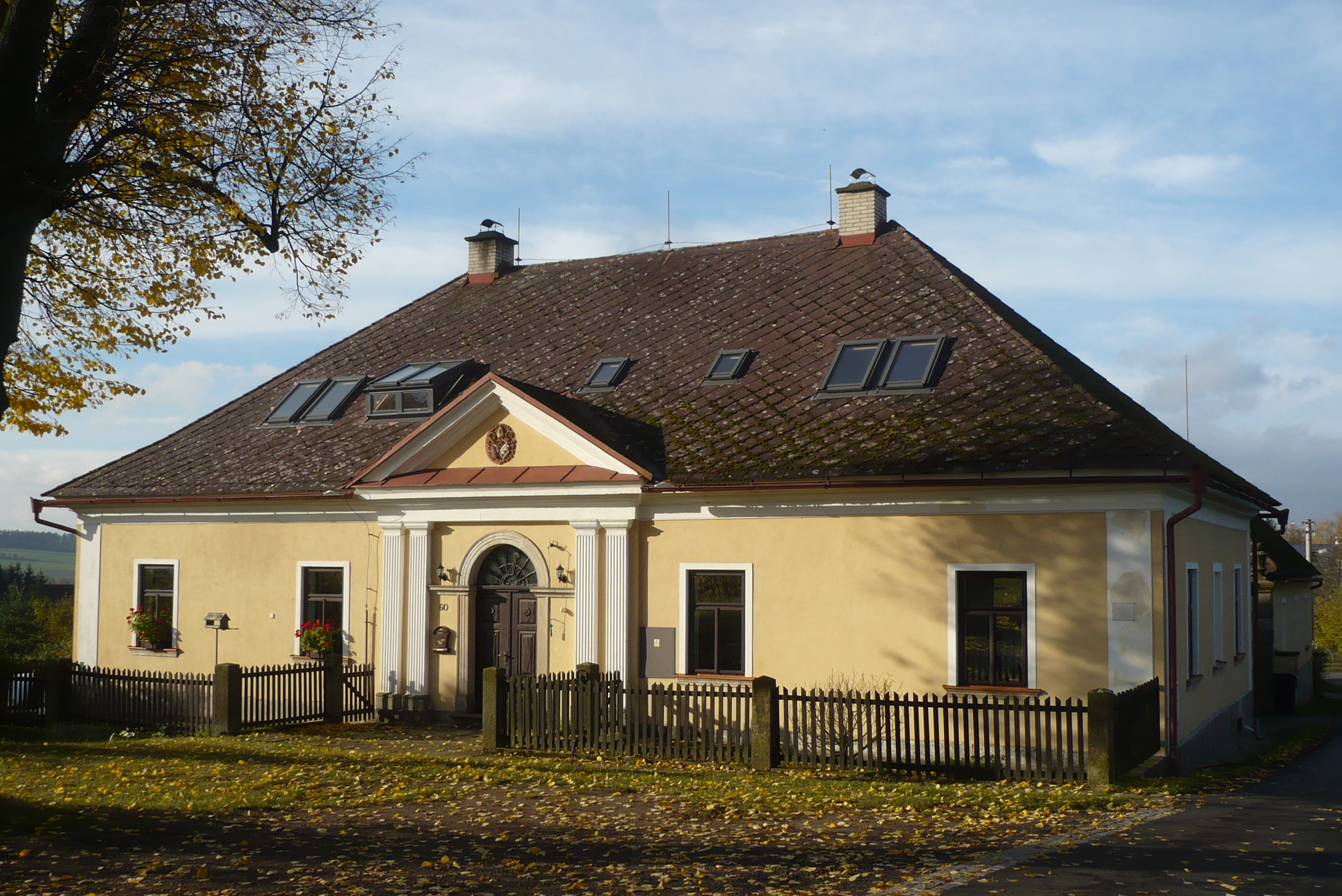
Plebania w Bezděkovie
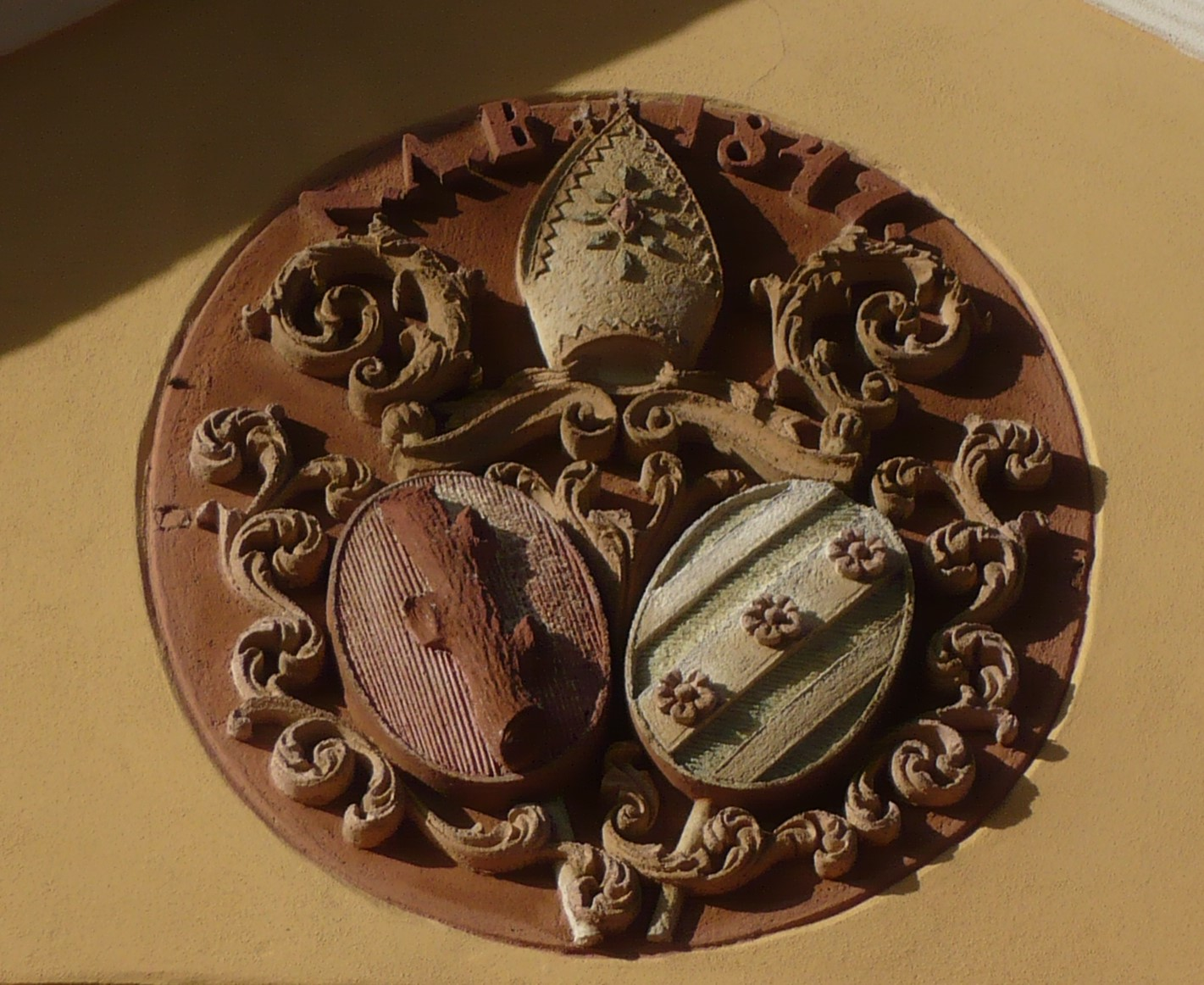
Herb na plebanii (N AB 1847)
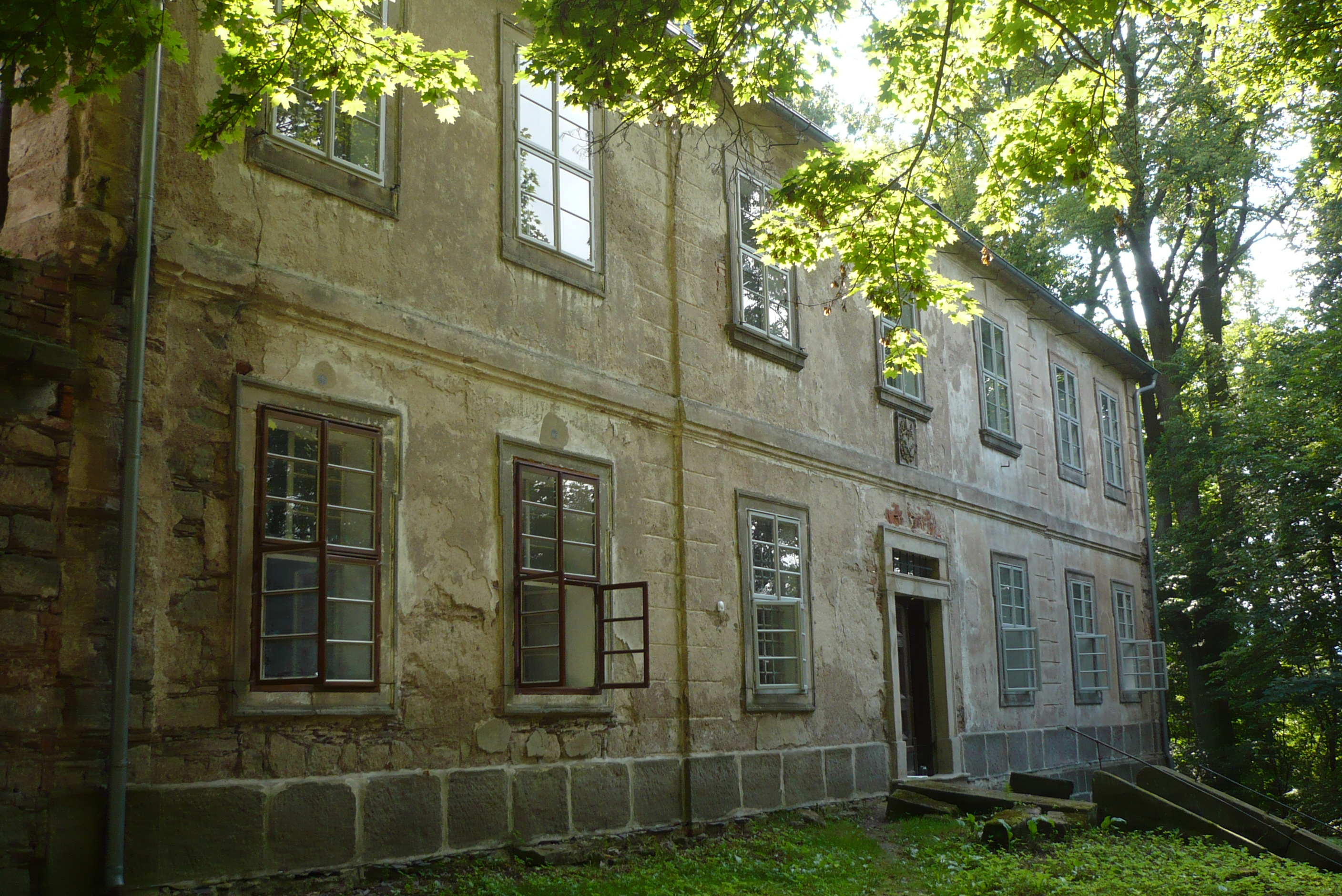
Plebania w Martínkovicach
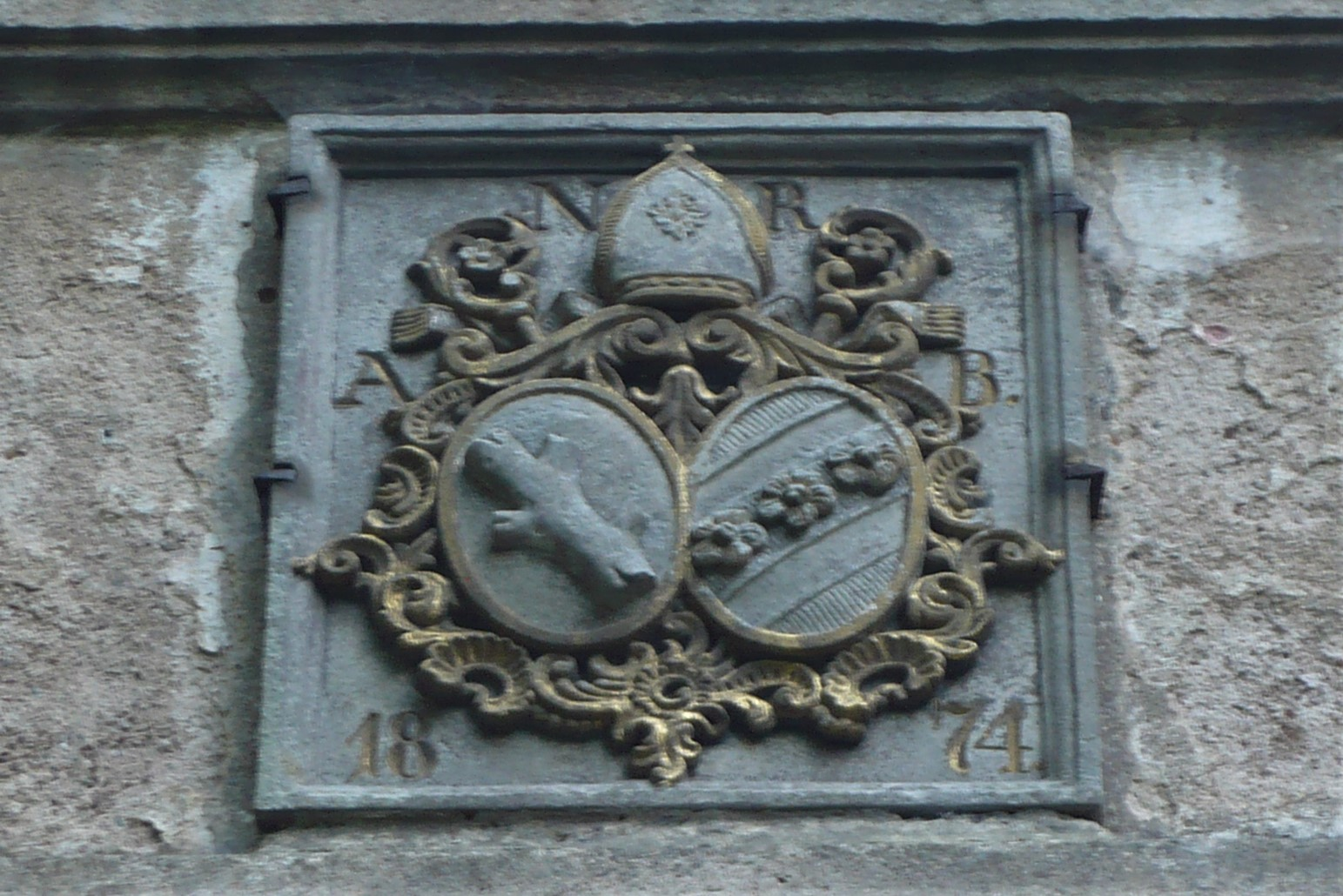
Herb na plebanii (NR AB 1874)
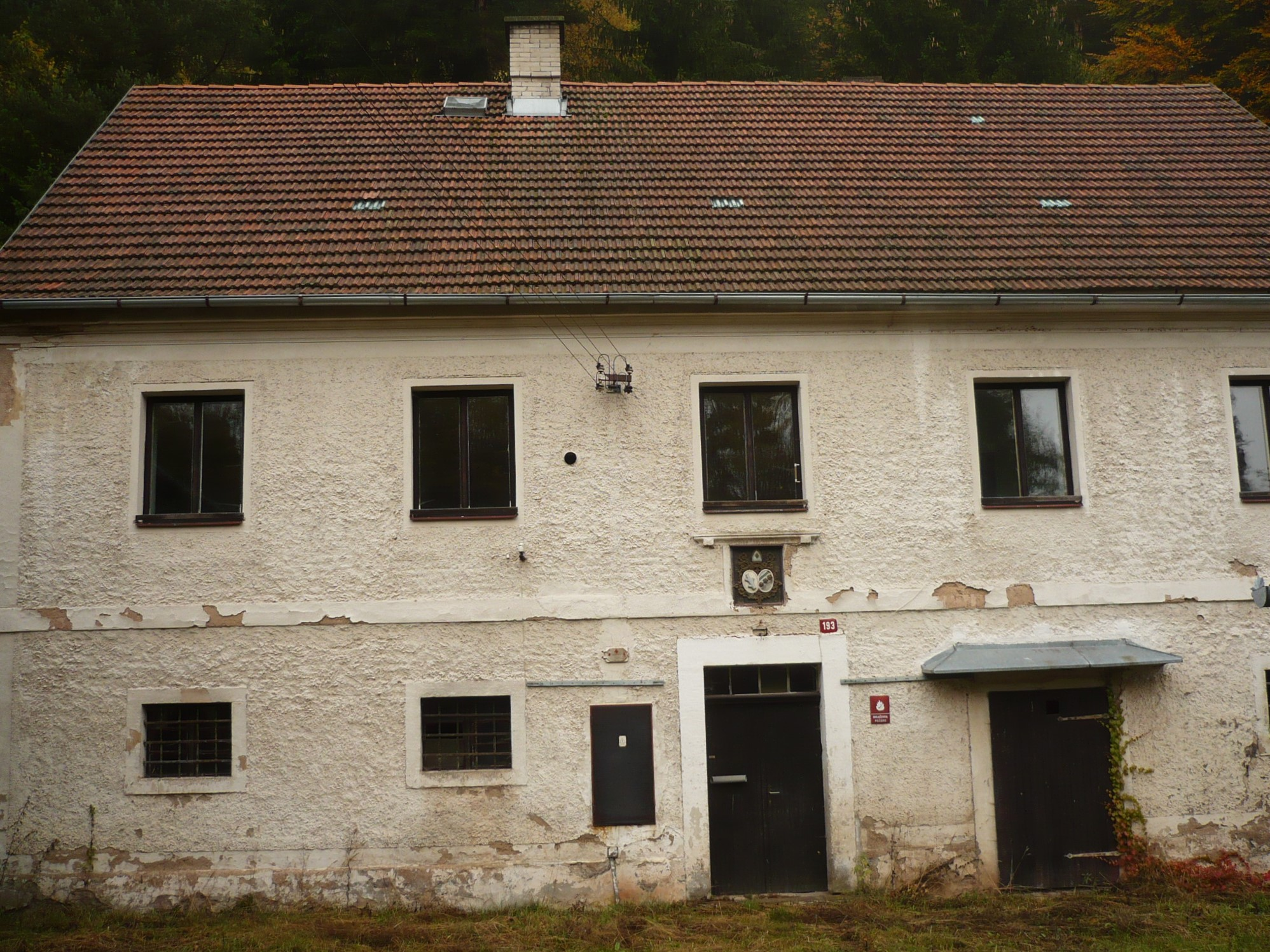
Dwór w Ruprechticach
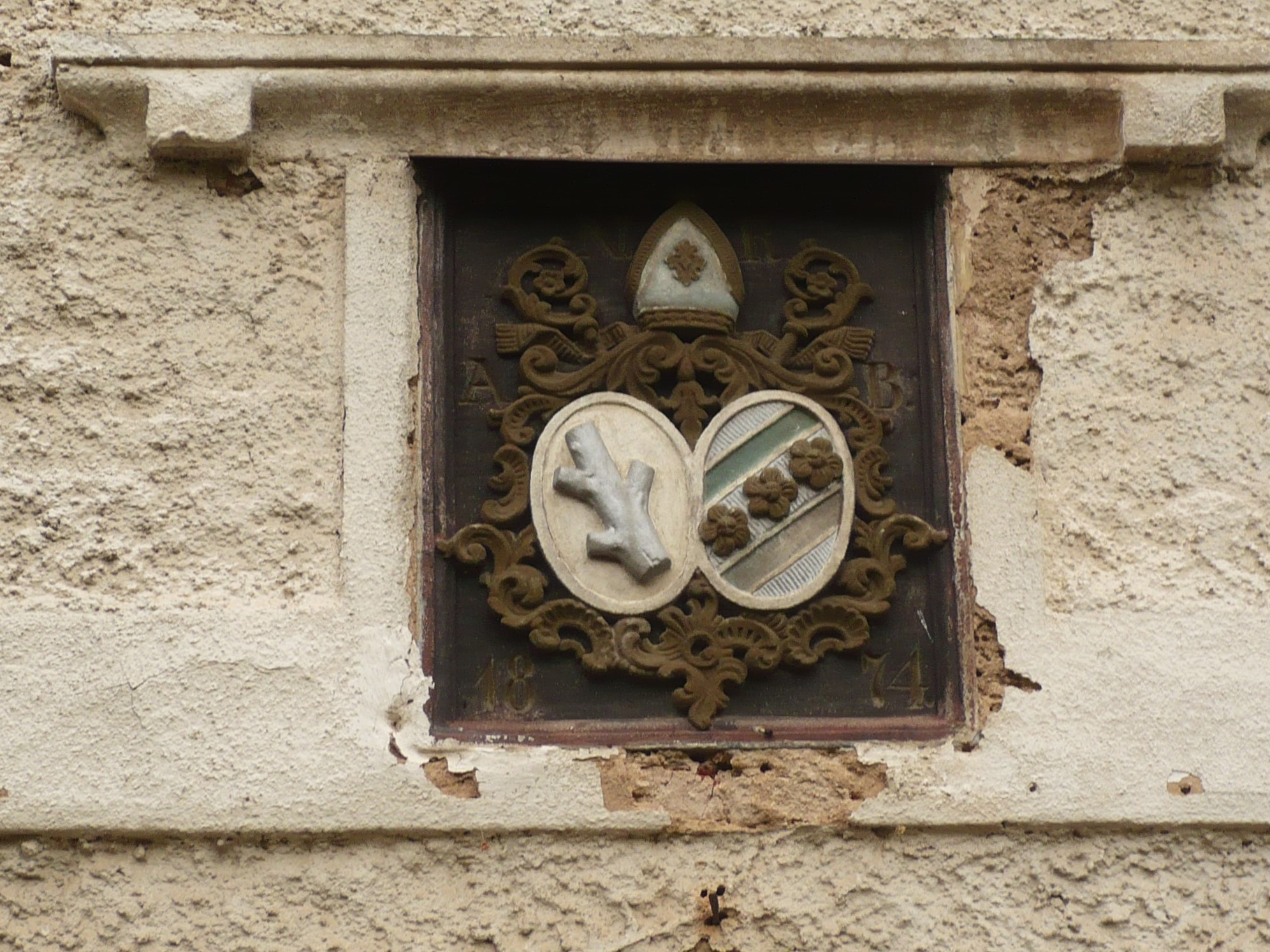
Herb na dworze (NR AB 1874)